# Chaguanas
Chaguanas est une ville de Trinité-et-Tobago située sur l'île de Trinité. Elle a le statut de borough. C'est la ville la plus peuplée du pays, avec 83 516 habitants en 2011.

## Démographie
La ville de Chaguanas a grandi est rapidement, passant d'un petit village à la plus grande ville de Trinité-et-Tobago. Historiquement considérée comme une ville indo-trinidadienne à travers ses villages d'origine (tels que le village d'Édimbourg, Felicity, Charlieville, Chandernagore, Chase Village, St. Thomas, Montrose et Endeavour), la ville s'est vue, au fur et à mesure de sa croissance, devenir plus multiracial. Enterprise est un village historiquement afro-trinidadien qui a été absorbé par la ville grandissante de Chaguanas. En outre, Edinburgh et les autres lotissements gouvernementaux associés sont également en grande partie afro-trinidadiens.